# Música carnática
La música carnática es la música clásica del sur de la India, en contraposición a la música clásica indostaní, que es la música clásica del norte de la India.

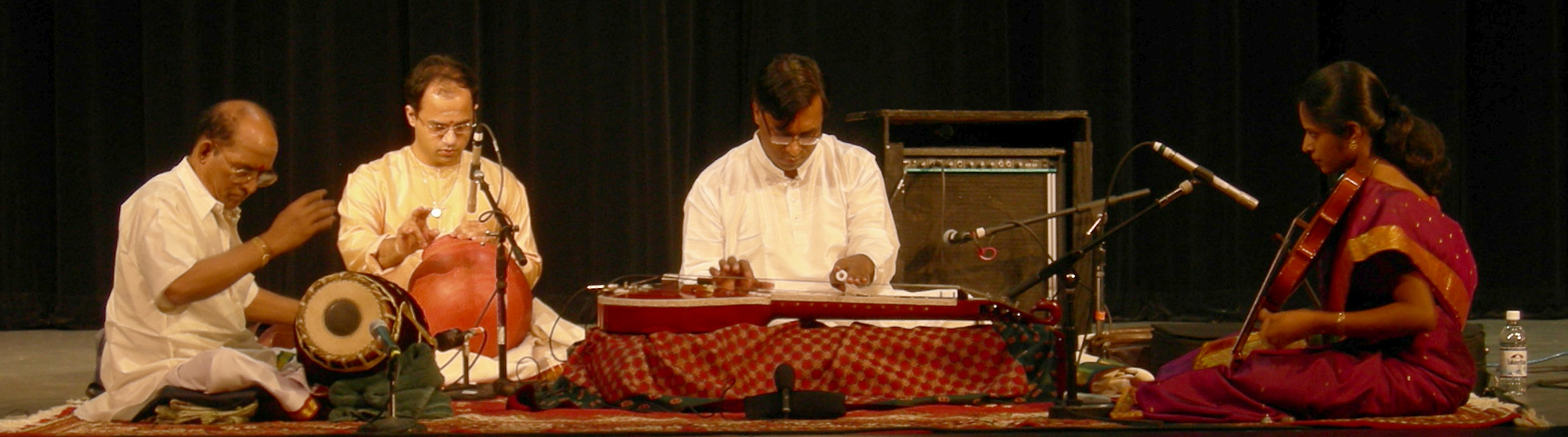
Concierto de música carnática

- कर्नाटक संगीत, en letra devánagari.
- karnāṭaka samgītam, en el sistema IAST de transliteración. Literalmente significa ‘música tradicional’ en sánscrito.

No está relacionada directamente con el estado indio de Karnataka.
Es diferente de la música indostaní en que enfatiza la estructura de la canción, es mucho más teorética y tiene más reglas estrictas. Igual que toda música india, los conceptos claves son el raga (estructura melódica), y el tāḷa (estructura rítmica).

## Historia de la música carnática
Las bases de la música carnática se escribieron posiblemente en la época del Sama-vedá (400 a. C.).
Purandara Dāsa (Kannada: ಪುರಂದರ ದಾಸ) (1484-1564) es un compositor destacado de la música carnática. Es ampliamente conocido como el Pitamaha (el padre o el abuelo) de la  música carnática en honor a su significativa contribución a la misma.
Inicialmente, los instrumentos incluían un tipo de trompeta llamado un náda-suaram y una batería en forma de barril llamado un tavil, que todavía se usan con frecuencia en las bodas y ceremonias hindúes.
En el pasado sobresalió el compositor Sri Naraiana Tirtha (1650-1745).
Los compositores más respetados de la música carnática fueron Tiagarala, Muttusuami Díxitar, y Shiama Shastri.
En contraste de la India del Norte, el Sur nunca fue conquistado por los mogules y, por lo tanto, su música representa formas más puras e indígenas. La música carnática quedó popular con la gente, y fue ejecutada como un ritual espiritual.
El contenido de las canciones de la música carnática es necesariamente religioso, específicamene hinduista, aunque no siempre alaba, ya que el compositor también puede quejarse o regañar a la deidad.
El tema de muchas composiciones «ligeras» hoy día es principalmente laico: la patria, la naturaleza, la comida, etcétera.
Música carnática permaneció relativamente poco afectada por influencias persas y árabes. Fue en este momento que la música carnática floreció en Vijayanagara, mientras el Imperio Vijayanagar alcanzó su mayor extensión. Purandara Dasa, quien es conocido como el padre (Pitamaha) de la música carnática, formuló el sistema que se utiliza comúnmente para la enseñanza de la música carnática . Venkatamakhin inventó y fue autor de la fórmula para el sistema de clasificación melakarta raga en su obra el sánscrito, el Chaturdandi Prakasika (1660 d. C.). Govindacharya es conocido por la expansión del sistema melakarta en el esquema raga Sampoorna - el sistema que es de uso común en la actualidad.
Música carnática fue patrocinada principalmente por los reyes locales del Reino de Mysore y Travancore en el 18 a través de 20 siglos. Algunas de la realeza de los reinos de Mysore y Travancore eran ellos mismos señalaron compositores y competentes en tocar instrumentos musicales, como la vina, vina rudra, violín, ghatam, flauta, mridangam, Nagaswara y swarabhat. Algunos famosos judiciales-músicos que dominan en la música fueron Veene Sheshanna (1852-1926) y Veene Subbanna (1861-1939), entre otros.
Con la disolución de los antiguos estados principescos y el movimiento independentista indio llegar a su conclusión en 1947, la música carnática pasó por un cambio radical en el clientelismo en un arte de las masas con actuaciones con boleto organizados por instituciones privadas llamadas Sabhas.

## Teoría

### El solfeo
El sárgam, es decir, el solfeo, de la música carnática es «sa-ri-ga-ma-pa-da-ni» (en contraste con el indostaní «sa-re-ga-ma-pa-dja-ni».) Las sílabas son abreviaciones de los nombres sádllamam, ríchabjam, gándjáram, mádjyamam, pánchamam, djáivatam y nichádam. Desigual a otros sistemas de música, cada elemento del solfeo (llamado una suara) puede tener hasta tres variaciones. Las excepciones son sádllama y pánchama, que tienen solo una forma, y mádjyamam, que tiene dos formas. En una sola escala, llamado una raga, normalmente hay solo una forma de cada suara, aunque en algunas ragas «ligeras», habrá dos, una para cuando se va hacia arriba (el arójanam), y una para cuando se va hacia abajo (el avarójanam), para el efecto artístico. A veces cuando uno canta en una raga, se cantará una nota que no esté ni en el arójanam ni en el avarójanam, pero que suena como si debiera incluirse en la raga por la emoción que la raga evoca. Ese tipo de suara se llama una aña suara. Una raga puede tener cinco, seis o siete notas yendo hacia arriba, y cinco, seis o siete notas yendo hacia abajo.

### Música precompuesta e improvisación

#### Composiciones: estilos y estructuras

##### Kírtanas
Hay bastante variación en el estilo y la estructura de las composiciones carnáticas, pero la mayoría siguen el formato siguiente de tres estrofas:
1. Pálavi (पल्लवि) Es el equivalente de un refrán en la música occidental. Consiste en dos versos.
2. Anupálavi (अनुपल्लवि) La segunda estrofa. También son dos versos.
3. Cháranam (चरणं) La estrofa final (que es la más larga) que concluye la composición. Normalmente, la cháranam usa ideas ya desarrolladas en la anupálavi. Normalmente tres versos.

Este tipo de canción se llama un kírtana (कीर्तनं). Pero lo pasado describe solo una forma para los kírtanas. Es posible que entre la anupálavi y la cháranam haya otra estrofa, que no tiene palabras sino solo solfeo, llamada la chítasuara (चिट्टस्वरं).

##### Varnas
Otra clase de composición carnática es el varna, que contiene, en efecto, toda la información necesitada para cantar en un raga: no solo la escala, sino también cuáles suaras hay que enfatizar, cómo acercarse a una nota, frases clásicas y características, etcétera. Es como leer la Biblia en una lengua extranjera.

## Cantantes contemporáneos
El cantante contemporáneo Dr. K. J. Yesudas es un embajador cultural de la música carnática.